# Ричи (Кунео)
Ричи је насеље у Италији у округу Кунео, региону Пијемонт.
Према процени из 2011. у насељу је живело 21 становника. Насеље се налази на надморској висини од 370 м.